# 러시아의 대외 관계
러시아는 세계 1위 면적과 세계 9위 인구(1억 4200만명), 국내총생산(GDP) 1조 4200억 달러의 세계 12권 경제대국으로 거대한 내수시장을 보유하고 있다. 또한 천연자원이 풍부하다. 석유, 천연가스, 석탄, 광물, 보석, 희토류, 목재 등의 보유량이 세계 1위이며, 천연가스 생산량과 원유 생산량은 세계 1위이다.

## 각국과의 대외 관계

### 아시아

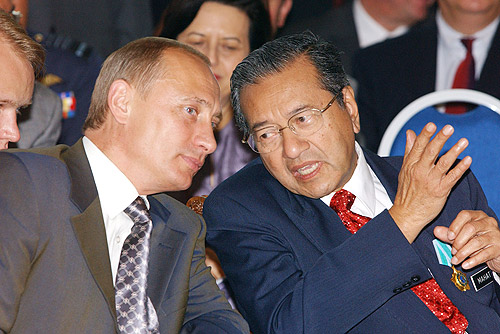
러시아의 대통령 블라디미르 푸틴과 말레이시아의 총리 마하티르 빈 모하맛 (2003년 8월 5일)

#### 대한민국
러시아는 남북 이중 수교국이다. 조선민주주의인민공화국과의 관계는 해방 이후부터 시작되었으며, 대한민국과는 적대적인 관계였으나 냉전 이후, 소련이 붕괴하기 전에 한소수교가 1990년에 이루어졌으며, 소련 붕괴 이후엔 경제, 문화, 우주기술협력 등에서 밀접한 관계를 맺으며 외교관계를 유지했다. 하지만 잠재되어 있는 녹둔도 문제를 포함해서 연해주 등의 잠재된 영토 문제가 아직 남아 있으나 남북분단으로 인해 쟁점화하지는 않았다. 대한민국의 위성인 나로호도 러시아의 기술적 협조로 제작 및 발사했다. 현재 약 12만 5000명의 고려인이 러시아에 거주하고 있다. 러시아와 한국은 대한항공, 아시아나항공, 아에로플로트 등 여러 항공사가 매일 운항하고 있으며 2014년 1월 1일부터 러시아와 한국사이에 무비자협정이 시행되고 있다. 김남일을 비롯한 여러 축구 선수들이 러시아 프리미어리그에 진출한 바 있었으며 이성남 (러시아명 데니스 락티오노프)을 비롯한 러시아 출신의 축구 선수들이 K리그 클래식 (당시 이름은 K리그)에 진출한 적이 있었다.

#### 중화인민공화국
중국과의 관계는 17세기부터 시작되었다. 19세기 러시아 제국은 청나라가 지배하고 있던 연해주를 획득했으며 20세기에는 청나라에서 독립한 투바 공화국을 획득했다. 잠시 국경 분쟁이 발생되었지만 1990년대 협정으로 잠잠해졌다. 예전엔 청나라에 속했으나 지금은 러시아의 영토로 들어간 일부 지역(강동육십사둔 등)은 중화인민공화국이 러시아의 영토로 인정하고 있지만, 중화민국은 연해주를 제외한 나머지 지역은 중화민국의 공식 영토로 정하고 있다. 그리고 2005년에 중국과 러시아는 헤이샤쯔섬의 서쪽은 중국령, 동쪽은 러시아령으로 합의했다. 1989년 소련의 미하일 고르바초프가 중국을 방문함으로써 소련-중국 간의 오랜 원한이 종지부를 찍었다.

#### 몽골
예로부터 몽골과는 친밀한 관계를 유지하고 있다. 1917년 이후에 한때 몽골은 러시아 혁명의 여파에 휘말렸을 때, 1921년에 담딘 수흐바타르가 전란을 수습하고 1924년 소비에트 연방의 지원으로 몽골은 정부형태를 군주제에서 공화제로 고쳐 국호를 몽골 인민 공화국으로 정하고, 세계에서 두 번째로 공산주의 국가가 되었다. 그 당시에 백군 5,000명이 몽골을 침략했을 때, 소비에트 연방이 적군을 몽골에 지원을 해주어 백군을 물리쳐 승리를 차지하였기도 하였으며, 이후 몽골은 구 소련에 많은 지원을 해주었으며, 중소 국경 분쟁이 발생할 때 구 소련을 즉시 지원하였다. 1992년에 몽골이 민주주의로 전환되고 소련이 해체되었지만 러시아와는 지금도 우호적인 관계를 유지하고 있다. (→몽골)

#### 일본
러시아와 일본의 관계는 러시아 제국 시대로 거슬러간다. 일본의 메이지 유신 이후, 일본과 러시아는 대체로 적대적인 외교 관계를 가지고 있었다. 한반도와 만주의 패권을 두고 양국은 러일 전쟁을 일으켰으나, 이 전쟁에서 일본이 승리함으로써 러시아는 동아시아에서의 영향력을 대부분 잃게 되었다. 1931년 일본이 만주사변으로 만주 일대를 장악함에 따라 소비에트 연방과의 국경 분쟁이 잦아졌고, 이는 1939년 할힌골 전투로 이어졌다. 이 전투에서 일본은 패배하였으며 소련이 원하는 국경선을 골자로 하는 불가침 조약을 맺게 되었다. 그러나 1945년 전세가 유리해졌다고 판단한 소련은 불가침 조약을 깨고 만주를 침략하였다. 소련은 전쟁에서 승리하였고 미나미가라후토와 쿠릴 열도는 소련의 영토가 되었다.
1956년 일본은 소련과 다시 국교를 맺으면서 유엔에 가입하게 되고, 소련이 해체되고 러시아 연방이 성립된 지금까지 그 관계를 유지하고 있다. 그러나 쿠릴 열도 분쟁 등 영토 분쟁이 계속되고 있다. 쿠릴 열도 남부의 이투루프 섬, 쿠나시르 섬, 시코탄 섬, 하보마이 군도 등 4개 섬(도서군)은 태평양 전쟁 이후 소비에트 연방의 영토가 되었다. 소비에트 연방의 붕괴 이후 일본은 러시아에게 반환을 계속 요구하고 있다. 이 외에도 여러 작은 문제가 있어서 제2차 세계 대전 이후에도 평화 조약을 맺기 힘들었고, 현재까지 풀리지 않은 문제가 많다.
1991년 소련 붕괴 이후 보리스 옐친 정부가 들어섰다. 그 후 러시아 정부는 일본과의 분쟁 지역을 되찾겠다는 방침을 확실히 하였다. 비록 일본이 G7 국가에 가맹하였고 러시아에 기술 및 재정적 원조를 제공했지만 이들 사이의 관계는 안 좋다. 1992년 9월 보리스 옐친은 일본 방문 계획을 연기했고, 1993년 10월에 방문했다. 그는 쿠릴 4도 분쟁에 대해서는 언급을 피했지만, 1956년에 소련이 체결한 시코탄 및 하보마이 섬을 되돌려 주기로 했던 조약을 이행하기로 하였다. 옐친은 제2차 세계 대전 이후 일본 포로 처리 문제에 대해서도 사과했다. 1994년 3월, 하타 쓰토무 일본 외무성 장관은 모스크바를 방문했고 안드레이 코지레프 러시아 외무성 장관 및 다른 장관을 만났다. 이 두 나라 간의 영토 분쟁을 해결하려고 노력하고 있지만 쉽게 해결되기가 어려워 보인다. 비록 영토 분쟁이 있었지만 하타 장관은 러시아에 대한 재정 지원을 약속했다.
2009년 5월 6일 양국은 사할린-1 가스전 개발계획에 전격 합의했다. 천연가스의 20%를 러시아 국영 가즈프롬사에 매각하기로 했다. 원유 23억배럴, 천연가스 4850m3가 매정돼 있는 사할린-1 가스전 개발사업은 일본의 이토추상사, 마루베니 등과 미국의 엑슨모빌 등이 공동으로 출자했으며 오는 2012년부터 본격 개발하며, 일본 가스 수입량의 약 10%를 사할린 가스전으로부터 들여오게 될 것이다. 현재 일본과 러시아는 일본항공과 아에로플로트만 들어오고 있다.

### 유럽

#### 조지아
2008년 2008년 남오세티야 전쟁이 발발하자 조지아와의 관계가 점점 악화되어 2008년 베이징 올림픽이 개최되던 때, 전쟁을 도발하여 관계가 악화되었다.

#### 벨라루스
벨라루스와 러시아는 소련의 붕괴 이후부터 긴밀한 무역 파트너이자 외교적 동맹국으로서 관계를 유지해 오고 있다. 러시아와는 독립 직후에 1992년에 수교를 맺었다. 특히 벨라루스의 알략산드르 루카셴카 대통령이 친러파 성향을 보이고, 관계가 매우 돈독하다. 그리고 유라시아 경제 연합에도 창설에 합의했다.

#### 아르메니아
아르메니아와 러시아는 소련의 붕괴 이후부터 외교적 동맹국으로서 관계를 유지해 오고 있다.

#### 루마니아
루마니아가 통일되기 전, 몰다비아 공국과 왈라키아 공국은 오스만 제국과 러시아의 상반된 야망의 희생자였다. 두 지역은 오스만 제국의 약화와 크림 전쟁을 활용하여 1858년 진정한 자치권을 획득한다. 제2차 세계 대전 후 북부 부코비나와 베사라비아를 소비에트 연방에 할양하고 말았으며 1947년 12월 30일에 소련군에 의해 최후의 국왕 미하이 1세가 폐위되면서 군주제도 폐지하고, 루마니아 인민 공화국이 수립되었다.

#### 세르비아
제1차 세계대전 때는 우호적 관계였다. 소련군의 지원 아래에 1943년에 영토를 수복, 유고슬라비아 왕국이 지배하던 땅에 인민 공화국이 세워졌다(유고슬라비아 사회주의 연방 공화국). 러시아와 세르비아는 정치적으로 대립하였다가, 현재 조금씩 풀려가고 있다.

#### 헝가리
1848년에 코슈트의 주도로 1848년 헝가리 혁명이 일어났으나, 러시아 제국의 개입으로 실패한다. 제2차 세계 대전 후, 소련에 의해 헝가리 인민 공화국이 선포되었다. 소비에트 연방이 점령한 헝가리에서는, 1949년 사회주의 공화국을 표방한 헝가리 공화국(제2공화국)이 탄생하였다. 헝가리는 1956년 10월 23일 발발한 1956년 헝가리 혁명에 의하여, 10월 24일 수상으로 임명된 임레 너지는 소련의 간섭에서 벗어나고자 바르샤바 조약 기구 탈퇴를 선언했다. 그러자 소련군이 개입, 임레 너지를 사형시키고, 반공 시위를 무력으로 진압했다.

#### 독일
제2차 세계 대전을 앞두고 나치 독일과 소련은 독일-소련 불가침 조약(1939년 8월 23일)을 맺었다. 이 조약에서 양국은 폴란드 등을 분할, 점령하기로 합의하였다. 그러나 1941년 6월 독일은 불가침 조약을 깨고 소련과 여타 유럽을 침공하였다. 이 때부터 1944년까지 소련이 점령하던 지역은 독일의 오스틀란트(Ostland)의 일부가 되었다.(몰다비아 소비에트 사회주의 공화국 제외) 그 후 소련은 동부 전선에서 독일과 전쟁을 치러 승리하였고 나치 독일을 멸망시켰다.

### 기타

#### 리비아
리비아와 구 소련은 1955년에 완전한 외교 관계를 수립하였다.

#### 미국
미국과 소비에트 연방은 냉전으로 적대적인 관계였다. 하지만 두 나라 사이의 긴장이 높아져도 외교관계가 끊어지는 일은 없었고, 양쪽 모두 대사관을 두었다. 1969년 "아시아 각국은 내란이 발생하거나 침략을 받는 경우 스스로 이를 해결해야 한다"는 닉슨 독트린을 발표하였다. 1969년 1월 닉슨 행정부가 수립된 후 미소관계는 상호협조의 시대로 돌입했다. 선거기간 중 "자신이 당선되면 소련을 방문하겠다"고 강조한 닉슨 대통령은 취임연설에서 협상시대의 도래를 희망한 후 곧이어 서독, 영국, 이탈리아 등 서구 우방을 순방했다.(1969년 2월) 이 방문에서 닉슨 대통령은 대소협상에 관한 사전 의견교환을 하고 방소 준비를 착실히 진척시켰다. 소련 해체 이후, 갈등을 겪기도 했으나 대체로 협력관계에 속해 있다. 부시시절엔 갈등이 심했으나, 오바마가 당선되면서 두 나라 사이의 갈등이 조금씩 풀려가고 있다. 최근 일어난 시리아내전을 둘러싸고 미국과 러시아는 갈등을 빚고 있으며, 터키와 시리아 간 포격전으로 인해 갈등을 빚고 있다.

#### 이집트
이집트와는 나세르 시절에 매우 우호적인 관계를 유지했지만, 사다트집권 이후 관계가 냉각되었다. 하지만 40년만에 고위군사회담을 가지게 되면서 관계가 풀리고 있다.

#### 그 밖의 대외 관계
조지아, 우크라이나, 몰도바, 슬로바키아, 헝가리, 에스토니아, 라트비아, 리투아니아, 폴란드, 핀란드, 아제르바이잔 등은 러시아에 대한 좋지 않은 감정을 가지고 있다. 이 나라들이 러시아의 지배와 수탈을 경험했기 때문이다.

## 외교 문제
- 영토
  - 쿠릴 열도 분쟁: 일본은 러시아에게 남부 쿠릴 4도의 반환을 요구하고 있다.
  - 발트 3국과의 영토 문제: 러시아와 발트 3국간의 영토 분쟁이 일어나고 있다. 라트비아에서는 소련에 강제 합병된 이후 러시아 소비에트 연방 사회주의 공화국으로 넘어간 압레네 지역을 자국 영토라고 주장하고 있으며, 에스토니아는 소련에 합병된 이후 러시아 소비에트 연방 사회주의 공화국으로 넘어간 지역(프스코프 주 일부 지역과 레닌그라드 주 일부 지역)에 대한 영유권을 주장하고 있다.
  - 녹둔도: 원래는 조선에 속했던 영토였으나, 베이징 조약 때 연해주가 러시아령으로 넘어감과 동시에, 녹둔도는 자연스레 러시아령이 되었다. 잠시 분쟁이 일어난 적이 있으나, 현재는 잠잠한 상태이다. 하지만 북한과 러시아가 국경재조약을 맺으면서 녹둔도가 러시아의 영토로 들어갔다.
  - 기타: 1960년대에 중국과 잠시 중소 국경 분쟁이 일어났지만, 1991년 5월 16일에 체결한 중소 국경 협정으로 헤이샤쯔섬의 서쪽은 중국이, 동쪽은 러시아의 영토로 분할되었다.
- 역사
  - 카틴 숲의 학살: 러시아와 폴란드 사이에서 카틴 숲의 학살로 외교 마찰을 빚고 있다.
  - 발해: 러시아는 발해사가 고구려를 계승했다는 점은 인정하나, "속말말갈족이 포함되어 있다"라는 점을 들어 발해사를 러시아 소수민족사에 포함시키고 있다.

## 부록

### 주해
1. ↑  상세한 것은 독일-소련 불가침 조약을 참조.
2. ↑  상세한 것은 동부 전선을 참조.

## 같이 보기
- 러시아 주재 외국공관 목록
- 러시아의 재외공관 목록
- 브릭스
- | - v - t - e 러시아의 대외 관계                                                                                                           | - v - t - e 러시아의 대외 관계                                                                                                                                                                                                                                                                                                                                                                                                                                       | - v - t - e 러시아의 대외 관계 |
| --- | --- | ------------------------------ |
| - 러시아 외교부 | |                                |
| 동남아시아, 동북아시아, 오세아니아 | - 나우루 - 뉴질랜드 - 동티모르 - 대한민국 - 라오스 - 마셜 제도 - 말레이시아 - 미얀마 - 미크로네시아 연방 - 몽골 - 바누아투 - 베트남 - 브루나이 - 사모아 - 솔로몬 제도 - 싱가포르 - 오스트레일리아 - 인도네시아 - 일본 - 조선민주주의인민공화국 - 중화민국 - 중화인민공화국 - 캄보디아 - 키리바시 - 태국 - 통가 - 투발루 - 파푸아뉴기니 - 팔라우 - 피지 - 필리핀 |                                |
| 남아시아, 서아시아, 중앙아시아 | - 네팔 - 레바논 - 바레인 - 방글라데시 - 사우디아라비아 - 스리랑카 - 시리아 - 아랍에미리트 - 아르메니아 - 아제르바이잔 - 아프가니스탄 - 예멘 - 오만 - 요르단 - 우즈베키스탄 - 이라크 - 이란 - 이스라엘 - 인도 - 카자흐스탄 - 카타르 - 쿠웨이트 - 키르기스스탄 - 타지키스탄 - 투르크메니스탄 - 파키스탄 - 팔레스타인 |                                |
| 유럽 | - 그리스 - 네덜란드 - 노르웨이 - 덴마크 - 독일 - 라트비아 - 루마니아 - 리투아니아 - 리히텐슈타인 - 몬테네그로 - 몰도바 - 몰타 - 벨기에 - 벨라루스 - 보스니아 헤르체고비나 - 북마케도니아 - 불가리아 - 성좌 - 세르비아 - 스웨덴 - 스위스 - 스페인 - 슬로바키아 - 슬로베니아 - 아이슬란드 - 아일랜드 - 알바니아 - 에스토니아 - 영국 - 오스트리아 - 우크라이나 - 이탈리아 - 조지아 - 체코 - 코소보 - 키프로스 - 튀르키예 - 포르투갈 - 폴란드 - 프랑스 - 핀란드 - 헝가리 |                                |
| 아메리카 | - 과테말라 - 니카라과 - 도미니카 공화국 - 미국 - 멕시코 - 베네수엘라 - 벨리즈 - 볼리비아 - 브라질 - 아이티 - 아르헨티나 - 에콰도르 - 온두라스 - 우루과이 - 자메이카 - 칠레 - 캐나다 - 코스타리카 - 콜롬비아 - 쿠바 - 파나마 - 파라과이 - 페루 |                                |
| 아프리카 | - 가나 - 가봉 - 기니비사우 - 나이지리아 - 남수단 - 남아프리카 공화국 - 라이베리아 - 리비아 - 모로코 - 모잠비크 - 보츠와나 - 소말리아 - 수단 - 시에라리온 - 앙골라 - 에티오피아 - 우간다 - 이집트 - 잠비아 - 중앙아프리카 공화국 - 짐바브웨 - 카메룬 - 케냐 - 코트디부아르 - 콩고 민주 공화국 - 탄자니아 - 토고 - 튀니지 |                                |
| 다자주의 관계 | - 광역두만개발계획 - 6자 회담 - 나토 - 노르망디 포맷 - 독립국가연합 - 러시아 벨라루스 연맹국 - 유럽 연합 - 유엔 - 브릭스 - 상하이 협력기구 - 아세안 - 유라시아 경제 공동체 - 유라시아 관세동맹 - 유라시아 연합 - 집단안보조약기구 - 흑해 경제 협력 기구 |                                |
| 지역 차원 | - 라틴 아메리카 - 아시아 - 아프리카 - 유럽 |                                |
| 외교 정책 및 독트린 | - 팽창주의 - 적극조치공작 |                                |
| - 러시아의 재외공관 목록 - 러시아 주재 외국공관 목록 - 러시아 외교부 장관 - 러시아 대통령의 해외 순방 목록 - 러시아의 국가원수 방러 목록 | |                                |